# Yzerfontein
Yzerfontein (także Ysterfontein) – miasto w Południowej Afryce, w prowincji Przylądkowej Zachodniej. Znajduje się w gminie Swartland w dystrykcie West Coast. Leży nad Oceanem Atlantyckim, około 85 km drogi na północ od centrum Kapsztadu. Yzerfontein zajmuje powierzchnię 6,68 km². Według spisu ludność przeprowadzonego w 2011 znajdowało się tu 490 gospodarstw domowych i zamieszkiwało 1140 osób, spośród których 81,49% to ludność biała, 8,95% czarni Afrykanie, a 5,61% Koloredzi, natomiast 71,57% posługiwało się językiem afrikaans, a 25,37% angielskim.

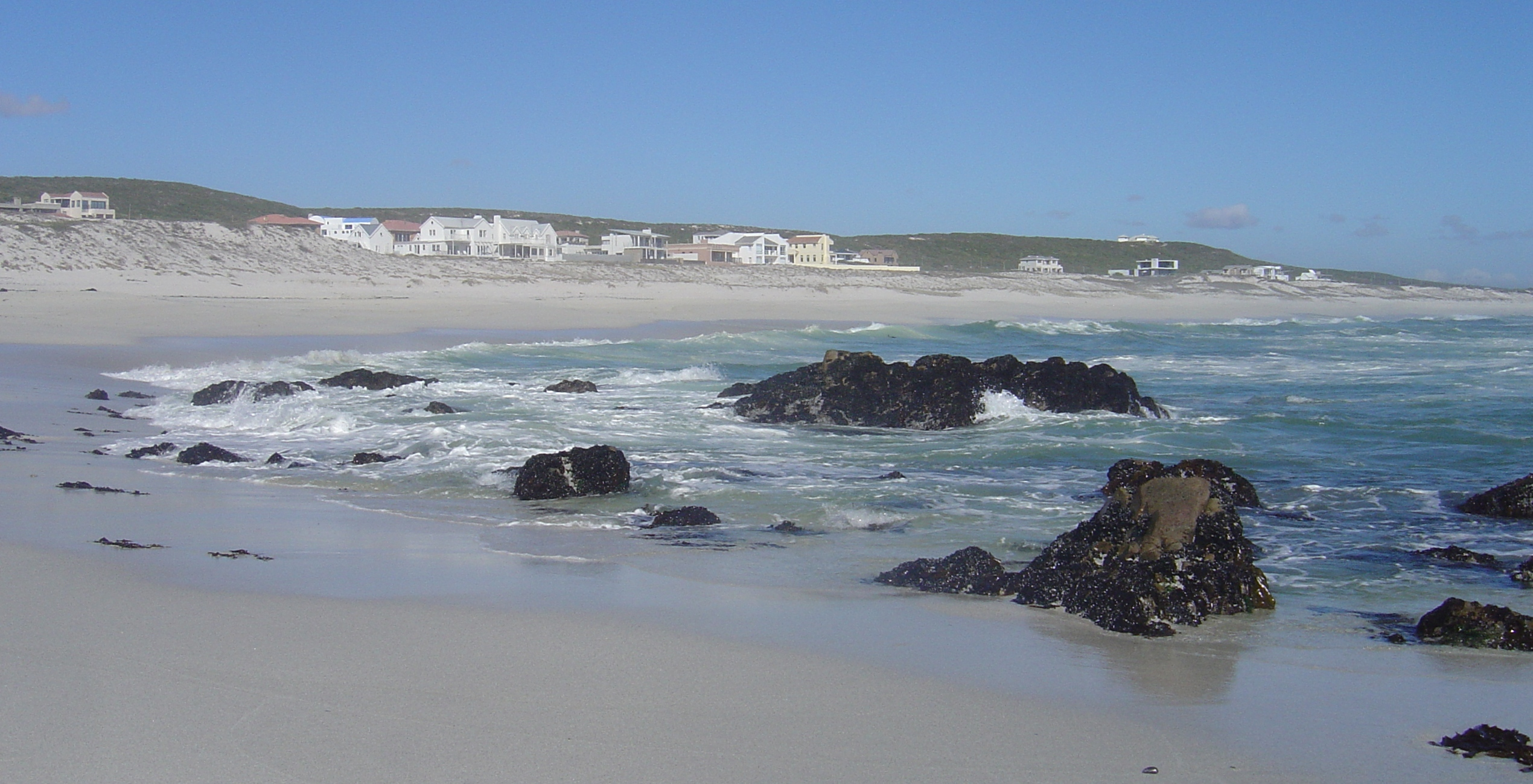
Piaszczysta plaża nad zatoką Pearl Bay

Miasto zostało założone i rozplanowane przez Abrahama Katza w 1936. Obecnie jest popularnym ośrodkiem wypoczynkowym. Posiada rozwiniętą bazę gastronomiczną i noclegową. Słynie z dziewiczych plaż, w tym blisko 26-kilometrowej plaży, która rozciąga się aż do rezerwatu przyrody Postberg na terenie Parku Narodowego West Coast. Wiosną można podziwiać przypływające do pobliskiej zatoki wieloryby. W Yzerfontein znajduje się mały port oraz przystań rybacka. Rybołówstwo jest głównym źródłem dochodów mieszkańców miasta. Pochodzi stąd 60% ryb złowionych w West Coast.
Na zachód od miasta, na Atlantyku, znajduje się wyspa Dassen będąca rezerwatem przyrody.